# رياز خان
رياز خان هو ممثل هندي، ولد في 9 سبتمبر 1972 في الهند.

## أعمال

### أفلام
- (2008) غاجيني
- (2017) 2.0

## وصلات خارجية
- رياز خان على موقع IMDb (الإنجليزية)
- رياز خان على موقع أول موفي (الإنجليزية)
- رياز خان على موقع قاعدة بيانات الفيلم (الإنجليزية)